# Фернандо Бельйо (футболіст)
Фернандо Бельйо (ісп. Fernando Bello, 29 листопада 1910, Пергаміно — 21 серпня 1974, Буенос-Айрес) — аргентинський футболіст, що грав на позиції воротаря за клуб «Індепендьєнте», з яким двічі вигравав чемпіонат Аргентини, а також за національну збірну Аргентини, у складі якої — дворазовий переможець чемпіонату Південної Америки.

## Клубна кар'єра
У дорослому футболі дебютував 1933 року виступами за команду «Індепендьєнте», кольори якої і захищав протягом усієї своєї кар'єри гравця, що тривала дванадцять років. Більшість часу, проведеного у складі «Індепендьєнте», був основним голкіпером команди.

## Виступи за збірну
1934 року дебютував в офіційних матчах у складі національної збірної Аргентини.
Насутупного року брав участь у чемпіонаті Південної Америки 1935 в Перу, де разом з командою здобув «срібло». Згодом був учасником двох переможних для Аргентини континентальних першостей Південної Америки — домашньої 1937 року та 1945 року в Чилі.
Загалом протягом кар'єри у національній команді, яка тривала 12 років, провів у її формі 12 матчів.
Помер 21 серпня 1974 року на 64-му році життя у місті Буенос-Айрес.

## Титули і досягнення
- Переможець чемпіонату Південної Америки (2):

Аргентина: 1937, 1945
- Срібний призер Чемпіонату Південної Америки: 1935
- Чемпіон Аргентини (2):

«Індепендьєнте»: 1938, 1939